# Steerecleus scariosus
Steerecleus scariosus är en bladmossart som beskrevs av H. Robinson 1987. Steerecleus scariosus ingår i släktet Steerecleus och familjen Brachytheciaceae. Inga underarter finns listade i Catalogue of Life.